# Gahura (Weichsel)
Die Gahura ist ein linker Zufluss der Weichsel in den Schlesischen Beskiden von 2,9 Kilometern Länge. Der Fluss entspringt an den östlichen Hängen der Czantoria Wielka  und fließt nach Westen. Er durchfließt den Ortsteil Obłaziec von Wisła, bevor er in die Weichsel mündet.